# فهرست آثار ملی شهرستان فردوس
شهرستان فردوس یکی از شهرستان‌های استان خراسان جنوبی است. مرکز این شهرستان، شهر فردوس است. این شهرستان که در سال ۱۳۲۳ تشکیل شد، ابتدا شامل محدودهٔ وسیعی بود که به تدریج بخش‌های آن به شهرستان‌های مستقلی تبدیل شده و امروزه شامل ۴ شهرستان (شهرستان‌های فردوس، طبس، سرایان و بشرویه) می‌شود. پس از تقسیم استان خراسان به سه استان، شهرستان فردوس متعلق به استان خراسان رضوی بود که در اسفند ۱۳۸۵ به استان خراسان جنوبی ملحق شد.

## آثار ثبت‌شده
| ردیف | نام اثر                        | نگاره | دیرینگی              | موقعیت                                                                                                  | شمارهٔ ثبت | تاریخ ثبت   | منبع  |
| ---- | ------------------------------ | ----- | -------------------- | --- | --------- | ----------- | ----- |
| ۱    | مسجد جامع تون                  |       | خوارزمشاهیان         | جنوب شرق محوطه باستانی تون ۳۴°۰′۲۸″ شمالی ۵۸°۹′۳۱″ شرقی / ۳۴٫۰۰۷۷۸°شمالی ۵۸٫۱۵۸۶۱°شرقی                  | ۱۲۲۲      | ۱۳۵۴/۰۹/۲۴  | [ ۲ ] |
| ۲    | مدرسه علیا ومدرسه حبیبیه فردوس |       | صفویه                | جنوب شرق فردوس، محوطه باستانی تون                                                                       | ۱۳۲۱      | ۱۳۵۵/۱۱/۱۴  |       |
| ۳    | شهر تاریخی تون                 |       | صدر اسلام تاقرن ۱۴ ق | جنوب غربی فردوس                                                                                         | ۲۳۴۱      | ۱۳۷۸/۰۳/۰۸  |       |
| ۴    | بقایای معماری سرخ کوه          |       | ایلخانی              | جنوب شرقی فردوس، محوطه باستانی تون                                                                      | ۳۰۳۴۲     | ۱۳۸۹/۱۱/۱۷  |       |
| ۵    | آسیاب آبی باغستان              |       | صفویه                | شهرستان فردوس، بخش اسلامیه، روستای باغستان بالا                                                         | ۲۸۱۳۱     | ۱۳۸۸/۰۹/۰۵  |       |
| ۶    | حمام خیروز                     |       | صفویه                | شهرستان فردوس، بین میدان صاحب الزمان و گلشن، ضلع جنوبی خ فرهنگ، خ منتهی به امامزاده محمد                | ۱۱۹۸۹     | ۱۳۸۴/۰۴/۰۵  |       |
| ۷    | مجموعه تاریخی کوشک             |       | قرن پنجم             | شهرستان‌فردوس، ۵۰م‌حاشیه‌جنوبی کمربندی فردوس میدان‌موسی بن‌جعفر به طرف میدان‌گلشن                             | ۱۱۹۹۰     | ۱۳۸۴/۰۴/۰۵  |       |
| ۸    | حوض‌انبارسیدی                   |       | ۸۹۰هجری قمری         | شهرستان فردوس، جاده کمربندی فردوس به بشرویه، بین میدان موسی بن جعفر به طرف میدان گلشن                   | ۱۱۹۹۱     | ۱۳۸۴/۰۴/۰۵  |       |
| ۹    | کوشک حاجی‌آباد                  |       | قاجاریه              | شهرستان فردوس، بخش اسلامیه، دهستان باغستان، روستای گستج                                                 | ۱۱۹۹۲     | ۱۳۸۴/۰۴/۰۵  |       |
| ۱۰   | آرامگاه میر تونی               |       | صفویه                | شهرستان فردوس، میدان‌صاحب‌الزمان‌و میدان‌گلشن، ضلع‌جنوب‌خ فرهنگ، جنوب مدرسه حبیبیه                            | ۱۱۹۹۳     | ۱۳۸۴/۰۴/۰۵  |       |
| ۱۱   | حمام جهانیار                   |       | صفویه                | شهرستان‌فردوس، بین‌میدان‌موسی بن‌جعفربه طرف میدان‌گلشن، حاشیه‌شمالی کمربندی فردوس                             | ۱۱۹۹۴     | ۱۳۸۴/۰۴/۰۵  |       |
| ۱۲   | مدرسه علمیه علیا               |       | صفویه                | شهرستان فردوس، بخش اسلامیه، ضلع جنوبی خ فرهنگ، بین میدان صاحب الزمان وگلشن                              | ۱۱۹۹۵     | ۱۳۸۴/۰۴/۰۵  |       |
| ۱۳   | مسجد سیدی                      |       | تیموریان             | شهرستان فردوس، جنوب‌غربی کمربندی فردوس، بشرویه، بین میدان‌موسی بن جعفربه طرف‌میدان‌گلشن                     | ۱۱۹۹۶     | ۱۳۸۴/۰۴/۰۵  |       |
| ۱۴   | آب انبار بازار                 |       | صفویه                | جنوب شهر فردوس، خ فرهنگ، روبروی امامزاده                                                                | ۱۵۸۷۱     | ۱۳۸۵/۰۵/۲۴  |       |
| ۱۵   | آب‌انبار قلعه                   |       | اوایل قاجاریه        | جنوب، شهر فردوس، انتهای خ رسالت، روبروی شرکت گاز                                                        | ۱۵۸۷۲     | ۱۳۸۵/۰۵/۲۴  |       |
| ۱۶   | آب انبار برون                  |       | قاجار                | شهرستان فردوس، بخش اسلامیه، مرکزدهستان باغستان، روستای برون، مقابل مسجد جامع                            | ۱۵۸۷۳     | ۱۳۸۵/۰۵/۲۴  |       |
| ۱۷   | خانه مقدم                      |       | اوایل قاجاریه        | شهر فردوس، شهر تون متروک، محله سردشت                                                                    | ۱۶۱۷۸     | ۱۳۸۵/۰۶/۲۰  |       |
| ۱۸   | مسجد جامع برون                 |       | قاجاریه              | شهرستان فردوس، بخش اسلامیه، دهستان برون، داخل روستای برون                                               | ۱۶۳۲۱     | ۱۳۸۵/۰۸/۲۴  |       |
| ۱۹   | قلعه بیدسکان                   |       | اوایل قاجاریه        | شهرستان فردوس، بخش اسلامیه، دهستان باغستان، روستای بیدسکان                                              | ۱۶۳۲۴     | ۱۳۸۵/۰۸/۲۴  |       |
| ۲۰   | مسجد جامع فتح‌آباد              |       | اوایل قاجاریه        | شهرستان فردوس، بخش اسلامیه، دهستان باغستان، روستای فتح‌آباد مقابل سرچشمه قنات                            | ۱۶۳۲۵     | ۱۳۸۵/۰۸/۲۴  |       |
| ۲۱   | خانه افراشته                   |       | اواخر صفویه          | جنوب غربی شهر فردوس، خ رسالت، شهر تون متروک، محله سردشت                                                 | ۱۶۳۴۷     | ۱۳۸۵/۰۸/۲۴  |       |
| ۲۲   | حمام کوشک فردوس                |       | تیموریان             | شهرستان فردوس، محوطه شهر تاریخی تون                                                                     | ۱۱۹۹۰     | ۱۳۸۴/۰۴/۱۱  |       |
| ۲۳   | آب‌انبار آذری                   |       | قاجاریه              | شهرستان فردوس، بخش اسلامیه، دهستان باغستان، روستای بیدسکان                                              | ۱۶۴۷۸     | ۱۳۸۵/۰۸/۲۷  |       |
| ۲۴   | حمام بیدسکان                   |       | قاجاریه              | شهرستان فردوس، بخش اسلامیه، دهستان باغستان، روستای ببیدسکان                                             | ۱۶۴۷۹     | ۱۳۸۵/۰۸/۲۷  |       |
| ۲۵   | رباط شور                       |       | صفویه                | شهرستان فردوس، بخش اسلامیه، دهستان حومه، روستای چاه رباط شور                                            | ۱۶۴۸۰     | ۱۳۸۵/۰۸/۲۷  |       |
| ۲۶   | خانه رسایی                     |       | اوایل قاجاریه        | شهرستان فردوس، جنوب غربی فردوس، محوطه شهر تاریخی تون                                                    | ۲۹۳۲۸     | ۱۳۸۵/۱۰/۰۳  |       |
| ۲۷   | خانه راهی                      |       | اوایل قاجاریه        | شهرستان فردوس، جنوب غربی فردوس، شهر تون متروک، محله سردشت                                               | ۱۶۶۶۰     | ۱۳۸۸/۰۸/۰۴  |       |
| ۲۸   | خانه آزاد                      |       | اوایل قاجاریه        | شهر فردوس، محله سردشت، خیابان رسالت، کوچه دهم                                                           | ۱۷۴۱۴     | ۱۳۸۵/۱۲/۰۶  |       |
| ۲۹   | خانه کباری                     |       | قاجاریه              | جنوب غربی شهر فردوس، خیابان رسالت، کوچه دهم، محله سردشت                                                 | ۱۷۴۱۵     | ۱۳۸۵/۱۲/۰۶  |       |
| ۳۰   | آب‌انبار شور                    |       | صفویه                | شهرستان فردوس، بخش اسلامیه، دهستان حومه، ۲۰۰ م رباط شور                                                 | ۱۷۴۱۸     | ۱۳۸۵/۱۲/۰۶  |       |
| ۳۱   | خانه صدرالسادات دو             |       | اوایل قاجاریه        | جنوب غربی شهر فردوس، محله سردشت                                                                         | ۱۷۴۱۹     | ۱۳۸۵/۱۲/۰۶  |       |
| ۳۲   | خانه بدیعی                     |       | اوایل قاجاریه        | جنوب غربی شهر فردوس، محله سردشت                                                                         | ۱۷۴۲۰     | ۱۳۸۵/۱۲/۰۶  |       |
| ۳۳   | خانه طبسی                      |       | اوایل قاجاریه        | جنوب غربی شهر فردوس، محله سردشت                                                                         | ۱۷۴۲۱     | ۱۳۸۵/۱۲/۰۶  |       |
| ۳۴   | آب‌انبار محمدی                  |       | قاجاریه              | شهرستان فردوس، بخش اسلامیه، دهستان باغستان، روستای بیدسکان                                              | ۱۷۴۲۵     | ۱۳۸۵/۱۲/۰۶  |       |
| ۳۵   | آب‌انبار بش                     |       | قاجاریه              | شهرستان فردوس، بخش اسلامیه، دهستان باغستان، روستای بیدسکان                                              | ۱۷۴۲۶     | ۱۳۸۵/۱۲/۰۶  |       |
| ۳۶   | خانه مجد الاشراف               |       | اوایل قاجاریه        | جنوب غربی شهر فردوس، خیابان رسالت، محله سردشت                                                           | ۱۷۴۳۰     | ۱۳۸۵/۱۲/۰۶  |       |
| ۳۷   | آب‌انبار شاه میرزا              |       | قاجاریه              | شهرستان فردوس، بخش اسلامیه، دهستان باغستان، روستای بیدسکان                                              | ۱۷۴۳۴     | ۱۳۸۵/۱۲/۰۶  |       |
| ۳۸   | خانه صدرالسادات یک             |       | اوایل قاجاریه        | جنوب غربی شهر فردوس، خیابان رسالت، کوچه دهم، شهرک تون متروک                                             | ۱۷۸۷۵     | ۱۳۸۵/۱۲/۱۴  |       |
| ۳۹   | خانه معزی                      |       | قاجاریه              | شهر فردوس، شهرک تون، خ رسالت، کوچه دهم، محله سردشت                                                      | ۱۷۸۷۸     | ۱۳۸۵/۱۲/۱۴  |       |
| ۴۰   | آب‌انبار جوگی                   |       | قاجاریه              | جنوب شهر فردوس، محله میدان، حاشیه کمربندی مشهد، طبس                                                     | ۱۷۸۷۹     | ۱۳۸۵/۱۲/۱۴  |       |
| ۴۱   | آسیاب آبی حاجی خان             |       | قاجاریه              | شهرستان فردوس، بخش اسلامیه، دهستان باغستان، روستای باغستان، خ امام خمینی، کوچه ۲۷                       | ۱۸۶۷۳     | ۱۳۸۵/۱۲/۲۸  |       |
| ۴۲   | مسجد مهوید                     |       | قاجاریه              | شهرستان فردوس، بخش اسلامیه، دهستان برون، روستای مهوید                                                   | ۱۹۱۰۳     | ۱۳۸۶/۰۳/۰۳  |       |
| ۴۳   | آب‌انبار سادات                  |       | قاجاریه              | شهرستان فردوس، شهر تون، محله سادات، خیابان فرهنگ، پشت مسجد جامع                                         | ۱۹۱۰۵     | ۱۳۸۶/۰۳/۰۳  |       |
| ۴۴   | آب‌انبار قاسم                   |       | قاجاریه              | شهر فردوس، جنوب فردوس، مجاور جاده کمربندی مشهد، طبس                                                     | ۱۹۱۰۹     | ۱۳۸۶/۰۳/۰۳  |       |
| ۴۵   | آب‌انبار استاد عبدالله          |       | صفویه                | شهر فردوس، میدان موسی بن جعفر، خیابان شهدا، حد فاصل بین دو محله عنبری و میدان                           | ۱۹۱۱۰     | ۱۳۸۶/۰۳/۰۳  |       |
| ۴۶   | آب‌انبار مهر انکوشک             |       | قاجاریه              | شهرستان فردوس، بخش اسلامیه، دهستان باغستان، روستای مهرانکوشک                                            | ۱۹۱۱۵     | ۱۳۸۶/۰۳/۰۳  |       |
| ۴۷   | آب‌انبار سردشت                  |       | اواخر صفویه          | شهرستان فردوس، شهر فردوس، شهر تون متروک، محله سردشت                                                     | ۱۹۱۹۷     | ۱۳۸۶/۰۳/۰۳  |       |
| ۴۸   | کاروانسرای خوشاب               |       | قاجاریه              | شهرستان فردوس، بخش اسلامیه، کیلومتری ۵۵ بشرویه، نرسیده به پاسگاه دو راهی دیهوک، کرمان                   | ۲۰۴۸۵     | ۱۳۸۶/۱۰/۱۲  |       |
| ۴۹   | کاربات سنگی خوشاب              |       | صفویه                | شهرستان فردوس، بخش اسلامیه، کیلومتری ۵۵ بشرویه، نرسیده به پاسگاه دو راهی دیهوک کرمان، کاربات سنگی خوشاب | ۲۰۴۸۶     | ۱۳۸۶/۱۰/۱۲  |       |
| ۵۰   | امامزاده محمد و ابراهیم        |       | صفوی ـ معاصر         | شهر فردوس، خ فرهنگ، در فاصله چند متری جنوب مسجد جامع                                                    | ۲۰۵۶۹     | ۱۳۸۶/۱۰/۲۶  |       |
| ۵۱   | آب انبار امامزاده سرند         |       | قاجاریه              | شهرستان فردوس، بخش اسلامیه، دهستان برون، روستای سرند، جنب امامزاده سرند                                 | ۲۰۵۷۵     | ۱۳۸۶/۱۰/۲۶  |       |
| ۵۲   | آب‌انبار خوشاب                  |       | قاجاریه              | شهرستان فردوس، بخش اسلامیه، دهستان حومه، آّب انبار خوشاب                                                 | ۲۰۵۷۷     | ۱۳۸۶/۱۰/۲۶  |       |
| ۵۳   | آب‌انبار قرائی                  |       | قاجاریه              | شهرستان فردوس، بخش اسلامیه، دهستان برون، روستای سرند                                                    | ۲۰۵۷۹     | ۱۳۸۶/۱۰/۲۶  |       |
| ۵۴   | آرامگاه میرزاها                |       | قرن ۷ ه‍.ق             | شهرستان فردوس، محوطه شهر تاریخی تون                                                                     | ۲۸۱۳۰     | ۱۳۸۸/۰۹/۰۱  |       |
| ۵۵   | حوض انبار خوجه                 |       | قاجاریه              | شهرستان فردوس، محوطه شهر تاریخی تون                                                                     | ۲۸۱۲۱     | ۱۳۸۸/۰۹/۰۱  |       |
| ۵۶   | حوض انبار سرخ کوه              |       | قاجاریه              | شهرستان فردوس، محوطه شهر تاریخی تون                                                                     | ۲۸۱۲۹     | ۱۳۸۸/۰۹/۰۱  |       |
| ۵۷   | آب انبار حسین‌آباد              |       | قاجاریه              | شهرستان فردوس، بخش اسلامیه، روستای حسین‌آباد                                                             | ۲۸۱۲۳     | ۱۳۸۸/۰۹/۰۱  |       |
| ۵۸   | آب انبار خانکوک                |       | قاجاریه              | شهرستان فردوس، بخش اسلامیه، روستای خانکوک                                                               | ۲۸۱۲۴     | ۱۳۸۸/۰۹/۰۱  |       |
| ۵۹   | آب انبار حسینیگی               |       | قاجاریه              | شهرستان فردوس، شهر تاریخی تون                                                                           | ۲۸۱۲۲     | ۱۳۸۸/۰۹/۰۱  |       |
| ۶۰   | خانه میرزا رشید عطایی          |       | قاجاریه              | شهرستان فردوس، بخش اسلامیه، دهستان برون، روستای بیدسکان                                                 | ۲۱۲۴۴     | ۱۳۸۶/۱۱/۲۴  |       |
| ۶۱   | خانه حسن عطایی                 |       | اوایل قاجاریه        | شهرستان فردوس، بخش اسلامیه، دهستان باغستان، روستای بیدسکان، مجاور استخر مرکز روستا                      | ۲۱۲۴۵     | ۱۳۸۶/۱۱/۲۴  |       |
| ۶۲   | آب‌انبار عطایی                  |       | قاجاریه              | شهرستان فردوس، بخش اسلامیه، روستای بیدسکان                                                              | ۲۴۳۷۷     | ۱۳۸۷/۱۰/۱۵  |       |
| ۶۳   | تپه باستانی سرتخت              |       | سه هزار سال ق. م     | شهرستان فردوس، بخش اسلامیه، دهستان باغستان، روستای باغستان                                              | ۲۹۹۱۳     | ۱۳۸۹/۰۹/۰۹  |       |
| ۶۴   | محوطه تاریخی چاه پخو           |       | سه هزار سال ق. م     | شهرستان فردوس، بخش اسلامیه، دهستان برون، روستای برون                                                    | ۲۸۷۲۹     | ۱۳۸۷/۱۱/۱۳  |       |
| ۶۵   | محوطه تاریخی گوند              |       | سه هزار سال ق. م     | شهرستان فردوس، بخش اسلامیه، دهستان باغستان، روستای باغستان                                              | ۲۸۱۲۷     | ۱۳۸۸/۰۹/ ۰۱ |       |
| ۶۶   | تپه چنجه                       |       | هزار سال             | شهرستان فردوس، محوطه شهر تاریخی تون                                                                     | ۲۹۳۲۶     | ۱۳۸۸/۱۱/۱۳  |       |
| ۶۷   | قنات بلده فردوس                |       | ساسانی               | شهرستان فردوس                                                                                           | ۳۰۱۶۱     | ۱۳۸۸/۱۱/۱۳  |       |
| ۶۸   | قلعه دختر فردوس                |       | هزار سال             | شهرستان فردوس، ۵ ک شمال فردوس                                                                           | ۲۹۹۳۲     | ۱۳۸۸/۱۱/۱۳  |       |
| ۶۹   | کوه قلعه فردوس                 |       | هزار سال             | شهرستان فردوس، ۸ ک جنوب فردوس                                                                           | ۲۹۹۳١     | ۱۳۸۸/۱۱/۱۳  |       |